# مستوى السلامة البيولوجية
مستوى السلامة الحيوية (BSL) biosafety level، أو مستوى الحماية من العامل الممرض، عبارة عن مجموعة من الاحتياطات البيولوجية اللازمة لعزل خطر عوامل بيولوجية في منشأة المختبر المغلقة. تتراوح مستويات الاحتواء من أدنى مستوى للسلامة الحيوية وهو المستوى الأول 1 (BSL-1) إلى أعلى مستوى وهو المستوى الرابع 4 (BSL-4). حددت مراكز السيطرة على الأمراض والوقاية منها (CDC) في الولايات المتحدة هذه المستويات. أما في الاتحاد الأوروبي فحددت نفس مستويات السلامة الأحيائية في قانون توجيهي. وتُعرف المستويات الأربعة في كندا بمستويات الاحتواء. أحيانًا يتم إعطاء تسميات لها P1 إلى P4 (لمسببات الأمراض أو لمستوى الحماية)، كما في مصطلح مختبر من مستوى P3.

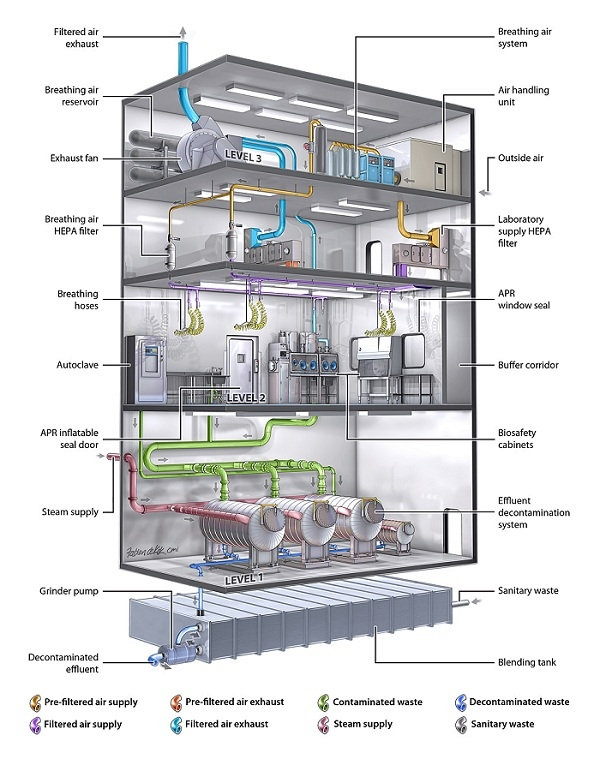
الملامح الرئيسية لمختبر من المستوى 4 سلامة بيولوجية

في أدنى مستوى من السلامة البيولوجية، قد تتكون الاحتياطات من غسل اليدين بانتظام والحد الأدنى من معدات الحماية. في مستويات السلامة الأحيائية الأعلى، قد تشمل الاحتياطات أنظمة تدفق الهواء، وغرف احتواء متعددة، وحاويات مختومة، وثياب أفراد ذات الضغط الإيجابي، وبروتوكولات معدة لجميع الإجراءات، والتدريب المكثف للأفراد، ومستويات عالية من الأمن للتحكم في الوصول إلى المرفق. أفادت وزارة الصحة الكندية أنه حتى عام 1999، تم تسجيل أكثر من 5000 حالة إصابة مختبرية عرضية و 190 حالة وفاة.

## تاريخ
تم تصميم النموذج الأولي الأول حجيرة السلامة الأحيائية من الدرجة الثالثة (أقصى احتواء) في عام 1943 من قبل هوبرت كايمف جونيورHubert Kaempf Jr ، وكان عندئذ جنديًا في الجيش الأمريكي، تحت إشراف أرنولد جي ويدوم Arnold G. Wedum، مدير الصحة والسلامة الصناعية في مختبرات جيش الولايات المتحدة للحرب البيولوجية (1944-1969، في معسكر ديتريك، ماريلاند. سئم كايمبف من مهامه في ديتريك وانتقل إلى قسم الصفائح المعدنية الذي يعمل مع شركة مقاولة إتش كيه فيرغسون H.K. Ferguson Co.
التقى أربعة عشر ممثلاً في معسكر ديتريك في فريدريك بولاية ماريلاند في 18 أبريل 1955. كان الاجتماع لتبادل المعرفة والخبرات فيما يتعلق بقضايا السلامة البيولوجية والكيميائية والإشعاعية والصناعية التي كانت عامة في عمليات مختبرات الحرب البيولوجية الرئيسية الثلاثة التابعة للجيش الأمريكي. وبسبب الآثار المحتملة للعمل الذي يجرى في مختبرات الحرب البيولوجية، اقتصرت المؤتمرات على الذين يحملون تصاريح أمنية عالية المستوى. وبدأت منذ عام 1957، تم التخطيط لهذه المؤتمرات لتشمل جلسات غير سرية بالإضافة إلى جلسات سرية لتمكين مشاركة أوسع لمعلومات السلامة البيولوجية. ومع ذلك استمر الأمر حتى عام 1964 ليمكن عقد المؤتمرات في منشأة حكومية غير مرتبطة ببرنامج الحرب البيولوجية.
على مدى السنوات العشر التالية، توسعت مؤتمرات السلامة البيولوجية لتضم ممثلين من جميع الوكالات الفيدرالية التي رعت أو أجرت أبحاثًا مع الكائنات الحية الدقيقة المسببة للأمراض. بحلول عام 1966، بدأت تضم ممثلين عن الجامعات والمختبرات الخاصة والمستشفيات والمجمعات الصناعية. طوال السبعينيات، استمرت المشاركة في المؤتمرات في التوسع وبحلول عام 1983 بدأت المناقشات بشأن إنشاء منظمة رسمية. تأسست الجمعية الأمريكية للسلامة البيولوجية (ABSA) رسميًا في عام 1984 وتمت صياغة دستور ولوائح في نفس العام. اعتبارًا من عام 2008، تضم ABSA حوالي 1600 عضو في جمعيتها المهنية.
في عام 1977، سأل جيم بيكوك Jim Peacock من الأكاديمية الأسترالية للعلوم بيل سنودون Bill Snowdon، وكان وقتها رئيس CSIRO AAHL عما إذا كان بإمكانه الحصول على متطلبات المعاهد الوطنية للصحة الأمريكية التي تم إصدارها حديثًا والمتطلبات المكافئة البريطانية لتطوير البنية التحتية للاحتواء الحيوي التي تمت مراجعتها من قبل أفراد AAHL بهدف التوصية باعتماد أحداها من قبل السلطات الأسترالية. أجرى المراجعة بيل كورنو، مدير مشروع CSIRO AAHL، ومهندس CSIRO آرثر جنكينز Arthur Jenkins. وكتبوا النتائج لكل مستوى من مستويات الأمان. تم تصنيف AAHL من الناحية النظرية على أنها «تتجاوز بدرجة كبيرة مستوى السلامة الرابع P4». تم تبنيها من قبل الأكاديمية الأسترالية للعلوم وأصبحت أساس التشريع الأسترالي. تم افتتاحه في عام 1985 بتكلفة 185 مليون دولار، تم بناؤه على Corio Oval. المختبر الأسترالي لصحة الحيوان هو مختبر من الفئة 4 / P4.

## المستويات

### المستوى الأول
مستوى السلامة الحيوية 1 (BSL-1) مناسب للعمل مع عوامل محددة تمامًا ولا تسبب المرض لدى البشر الأصحاء. عمومًا يجب أن لا تشكل هذه العوامل إلا الحد الأدنى من المخاطر المحتملة على موظفي المختبر والبيئة. في هذا المستوى، تكون الاحتياطات محدودة بالنسبة إلى المستويات الأخرى. يجب على العاملين في المختبر غسل أيديهم عند دخول المختبر والخروج منه. يمكن إجراء البحث باستخدام هذه العوامل على مناضد المختبرات المفتوحة القياسية دون استخدام معدات احتواء خاصة. ومع ذلك، فإن الأكل والشرب محظوران عمومًا في مناطق المختبر. يجب إزالة التلوث من المواد التي يُحتمل أن تكون معدية قبل التخلص منها، إما عن طريق إضافة مادة كيميائية مثل مادة التبييض أو الأيزوبروبانول أو عن طريق التغليف ليزال التلوث في مكان آخر. معدات الحماية الشخصية مطلوبة فقط للظروف التي قد يتعرض فيها الأفراد لمواد خطرة. يجب أن يكون لمختبرات المستوى الأول للسلامة الحيوية BSL-1 باب يمكن قفله للحد من الوصول إلى المختبر. ومع ذلك، ليس من الضروري عزل مختبرات BSL-1 عن المبنى العام.
هذا المستوى من السلامة الأحيائية مناسب للعمل مع عدة أنواع من الكائنات الحية الدقيقة بما في ذلك السلالات غير المسببة للأمراض من العصية القولونية Escherichia coli والمكورات العنقودية Staphylococcus، العصوية الرقيقة Bacillus subtilis، خميرة الخباز Saccharomyces cerevisiae وغيرها من الكائنات التي لا يشك أنها تساهم في الأمراض التي تصيب البشر. نظرا لسهولة النسبية لتحقيق السلامة والحفاظ عليها في مختبر من مستوى السلامة الحيوية الأول BSL-1، تستخدم هذه الأنواع من المختبرات عادة كمساحات تعليمية للمدارس الثانوية والكليات.

### المستوى الثاني
في هذا المستوى، يتم اتباع جميع الاحتياطات المستخدمة في مستوى السلامة الحيوية 1، كما تتخذ بعض الاحتياطات الإضافية. يختلف مستوى السلامة البيولوجية الثاني BSL-2 عن المستوى الأول BSL-1 في ما يلي:
- يخضع موظفو المختبر لتدريب خاص في التعامل مع العوامل المسببة للأمراض ويوجههم علماء حصلوا على تدريب متقدم.
- الوصول إلى المختبر محدود أثناء إجراء العمل.
- تتخذ الاحتياطات القصوى مع الأدوات الحادة الملوثة.
- تتخذ بعض الإجراءات التي قد ينشأ فيها هباء جوي أو بقع معدية في حجرة أمان لاختبارات الحييات الدقيقة لتحقيق السلامة البيولوجية أو غيرها من معدات الاحتواء المادي.[11]

يلائم المستوى الثاني 2 من السلامة الحيوية العمل الذي يتضمن عوامل ذات مخاطر محتملة متوسطة على الموظفين والبيئة. وهذا يشمل الميكروبات المختلفة التي تسبب مرضًا خفيفًا للإنسان، أو يصعب الإصابة بها عن طريق الهباء الجوي في بيئة معملية. ومن الأمثلة على ذلك فيروسات التهاب الكبد A و B و C، وفيروس نقص المناعة البشري (HIV)، والسلالات المسببة للأمراض من العصية القولونية والمكورات العنقودية، والسالمونيلا، والمتصورة المنجلية Plasmodium falciparum، والتوكسوبلازما Toxoplasma gondii.

### المستوى الثالث

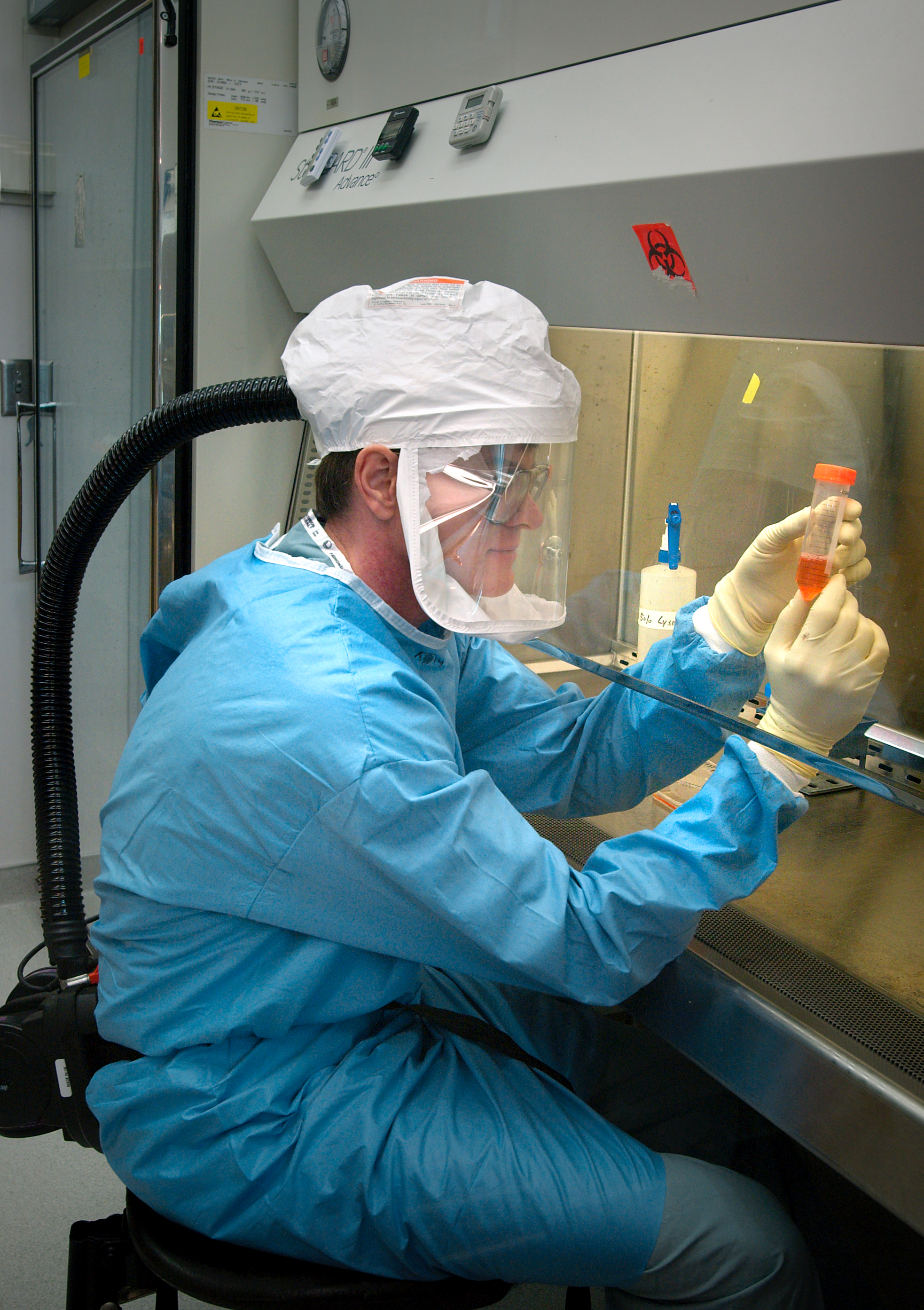
باحث في مراكز السيطرة على الأمراض والوقاية منها يتعامل مع فيروس إنفلونزا أ في شروط سلامة حيوية من المستوى الثالث في جهاز تنفس آلي منقي للهواء Powered air-purifying respirator داخل حجرة أمان لاختبارات الحييات الدقيقة.

يلائم مستوى السلامة الحيوية الثالث 3 للعمل مع الميكروبات التي قد تسبب أمراضًا خطيرة ومميتة عن طريق الاستنشاق. يمكن القيام بهذا النوع من العمل في مرافق إكلينيكية أو تشخيصية أو تعليمية أو بحثية أو إنتاجية. وفي هذا المستوى تتخذ الاحتياطات المتخذة في المختبرات ذات مستوى السلامة البيولوجية الأول BSL-1 والمستوى الثاني BSL-2، بالإضافة إلى تدابير إضافية بما في ذلك:
- يتم توفير المراقبة الطبية لجميع العاملين في المختبر وتقديم التطعيمات المناسبة (إن وجدت) لتقليل مخاطر الإصابة العرضية أو غير الملحوظة.[11]
- يجب أن تتم جميع الإجراءات المتعلقة بالمواد المعدية داخل حجرة أمان لاختبارات الحييات الدقيقة.[11]
- يجب على العاملين في المختبر ارتداء ملابس واقية صلبة من الأمام (مثل الرداء التي يربط من الخلف). وهي ثياب لا ترتدى خارج المختبر ويجب التخلص منها أو تطهيرها بعد كل استخدام.[11]
- يجب صياغة دليل للسلامة البيولوجية الخاص بالمختبر والذي يوضح بالتفصيل كيف سيعمل المختبر بما يتسق مع جميع متطلبات السلامة.[11]

بالإضافة إلى ذلك، يجب أن يحتوي المرفق الذي يضم مختبر من مستوى السلامة الحيوية الثالث BSL-3 على ميزات معينة لضمان الاحتواء المناسب. فيجب فصل مدخل المختبر عن مناطق المبنى ذات التدفق المروري غير المقيد. بالإضافة إلى ذلك، يجب أن يكون للمختبر مجموعتين من الأبواب ذاتية الإغلاق (لتقليل مخاطر تسرب الهباء الجوي). يجب أن يكون بناء المختبر بحيث يسهل تنظيفه. فلا يُسمح بوجود السجاد، كما أن أي نقاط تلاقي في الأرضيات والجدران والأسقف يجب أن تكون محكمة الغلق للسماح بالتنظيف والتطهير بسهولة. بالإضافة إلى ذلك، يجب إغلاق النوافذ وتركيب نظام تهوية يجبر الهواء على التدفق من المناطق «النظيفة» في المختبر إلى المناطق التي يتم فيها التعامل مع العوامل المعدية. كما يجب تنقية الهواء من المختبر قبل إعادة تدويره.
حددت دراسة أجراها صحفيو مجلة USA Today في عام 2015 أكثر من 200 موقع معمل تم اعتمادها بمستوى السلامة البيولوجية الثالث 3. تقدم وقائع ورشة عمل حول «تطوير معايير لتوفير المختبرات البيولوجية في سياقات منخفضة الموارد Developing Norms for the Provision of Biological Laboratories in Low-Resource Contexts» قائمة بمختبرات مستوى الأمان البيولوجي الثالث BSL3 في تلك البلدان.
يستخدم المستوى الثالث 3 للسلامة الحيوية بشكل شائع في أعمال البحث والتشخيص التي تشمل العديد من الميكروبات التي يمكن أن تنتقل عن طريق الهباء الجوي aerosols و / أو تسبب مرضًا شديدًا. وتشمل هذه الفرنسيسيلة التولارية Francisella tularensis، المتفطرة السلية Mycobacterium tuberculosis، المتدثرة الببغائية Chlamydia psittaci، فيروس التهاب الدماغ الخيلي الفنزويلي Venezuelan equine encephalitis virus، فيروس التهاب الدماغ الخيلي الشرقي Eastern equine encephalitis virus، السارس SARS-CoV-1، وفيروس كورونا المسبب للضائقة التنفسية الشرق أوسطية MERS-COV ، وكوكسيلة بورنيتية Coxiella burnetii، فيروس حمى الوادي المتصدع، والريكتسية الريكتسية Rickettsia rickettsii، عدة أنواع من البروسيلا Brucella، داء شيكونغونيا chikungunya، فيروس الحمى الصفراء، فيروس غرب النيل، يرسينيا بيستيس Yersinia pestis،  وفيروس كورنا المسبب لكوفيد 19 (SARS-CoV-2).

### المستوى الرابع

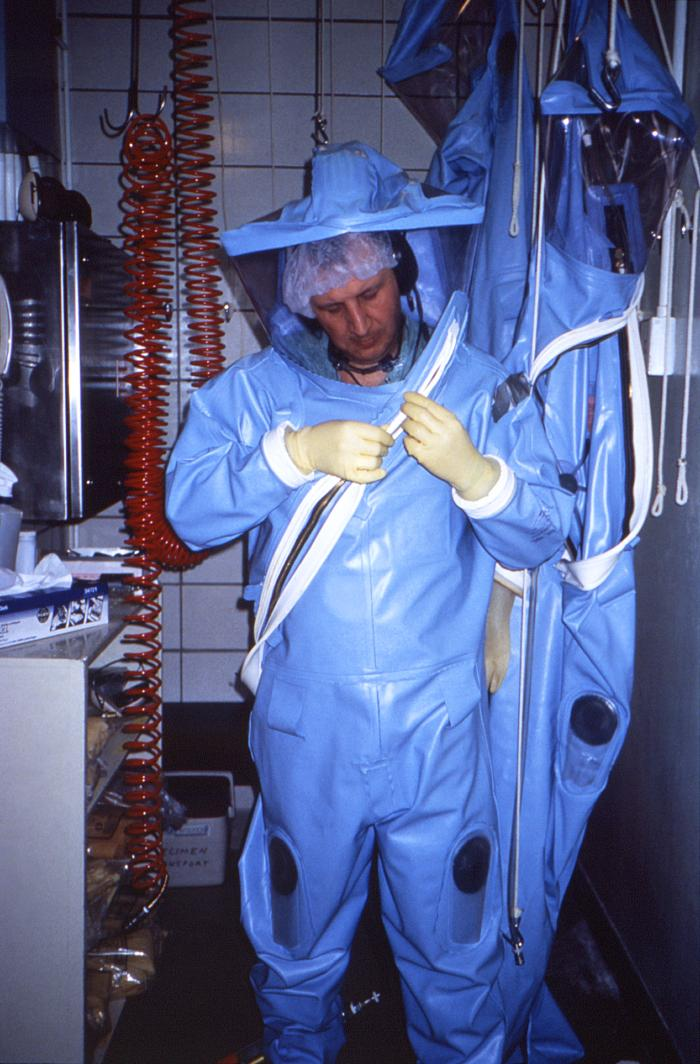
خبير من مركز مكافحة الأمراض يرتدي ثياب ذات ضغط إيجابي من نموذج قديم قبل الدخول إلى أحد مختبرات مركز مكافحة الأمراض السابقة من المستوى الرابع للسلامة الحيوية BSL-4.

مستوى السلامة الحيوية الرابع 4 (BSL-4) هو أعلى مستوى من احتياطات السلامة الحيوية، ويلائم التعامل مع العوامل التي يمكن بسهولة أن تنتقل عبر الهباء الجوي داخل المختبر وتسبب أمراضًا خطيرة أو مميتة للبشر ولا تتوفر لها لقاحات أو علاجات. يتم إنشاء مختبرات مستوى السلامة الحيوية الرابع BSL-4 عمومًا لتكون إما مختبرات تعتمد حجرات الأمان للحييات الدقيقة أو مختبرات تعتمد البدلات الواقية. في مختبرات تعتمد حجرات الأمان للحييات الدقيقة، يجب أن يتم كل العمل داخل خزانة سلامة بيولوجية من المستوى الثالث. يجب تطهير المواد التي تغادر الخزانة عن طريق المرور عبر الأوتوكلاف أو خزان المطهر. يجب أن لا تحتوي حجرة الأمان الحيوية نفسها على حواف غير ملحومة للسماح بسهولة التنظيف. بالإضافة إلى ذلك، يجب أن تكون حجرة الأمان وجميع المواد بداخلها خالية من الحواف الحادة لتقليل مخاطر تلف القفازات. في مختبر يعتمد البدلة الواقية، يجب أن يتم كل العمل في حجيرة أمان حيوية من المستوى الثاني بواسطة أفراد يرتدون بدلة ضغط إيجابية. يجب أن يمر الأفراد عند الخروج من مختبر يعتمد المستوى الرابع للسلامة البيولوجية BSL-4، أن يمر الأفراد من خلال دش كيميائي لإزالة التلوث، ثم غرفة لإزالة بذلة الضغط الإيجابي، يتبعها دش شخصي. يقتصر الدخول إلى مختبر بالمستوى الرابع للسلامة البيولوجية BSL-4 على الأفراد المدربين والمصرح لهم، ويجب تسجيل جميع الأشخاص الذين يدخلون ويخرجون من المختبر.
كما هو الحال مع مختبرات المستوى الثالث للسلامة الحيوية BSL-3، يجب فصل مختبرات المستوى الرابع للسلامة BSL-4 عن المناطق التي تتلقى حركة مرور غير مقيدة. بالإضافة إلى ذلك، يتم الضبط المحكم لتدفق الهواء للتأكد من أن الهواء يتدفق دائمًا من المناطق «النظيفة» في المختبر إلى المناطق التي يتم فيها العمل مع العوامل المعدية. يجب أن يستخدم مدخل مختبر بالمستوى الرابع للسلامة الحيوية BSL-4 أيضًا أقفال هوائية airlock لتقليل احتمالية خروج الهباء الجوي من المختبر إلى خارجه. يجب أيضًا تطهير جميع نفايات المختبر، بما في ذلك الهواء والماء والقمامة المصفاة قبل أن تتمكن من مغادرة المرفق.
تُستخدم مختبرات المستوى الرابع 4 من السلامة الحيوية في أعمال التشخيص والبحث عن مسببات الأمراض التي تنتقل بسهولة والتي يمكن أن تسبب أمراضًا قاتلة. وهذه تشمل عددًا من الفيروسات المعروف أنها تسبب الحمى النزفية الفيروسية viral hemorrhagic fever مثل فيروس ماربورغ Marburg، فيروس إيبولا Ebola، فيروس لاسا Lassa، والحمى النزفية للقرم-الكونغو Crimean-Congo hemorrhagic fever. وتشمل مسببات الأمراض الأخرى التي يتعامل معها في المستوى الرابع للسلامة الحيوية BSL-4 فيروس هندرا Hendra، فيروس نيبا Nipah، وبعض فيروسات flaviviruses. بالإضافة إلى ذلك، غالبًا ما يتم التعامل مع مسببات الأمراض غير المعروفة بدقة والتي قد تكون مرتبطة ارتباطًا وثيقًا بمسببات الأمراض الخطيرة على هذا المستوى حتى يتم الحصول على بيانات كافية إما لتأكيد استمرار العمل على هذا المستوى، أو للسماح بالتعامل معها على مستوى أدنى منه. يستخدم هذا المستوى أيضًا للتعامل مع فيروس Variola، العامل المسبب لمرض الجدري، على الرغم من أن هذا العمل يتم إجراؤه فقط في مراكز السيطرة على الأمراض والوقاية منها في أتلانتا، الولايات المتحدة، ومركز أبحاث الدولة لعلم الفيروسات والتكنولوجيا الحيوية في كولتسوفو Koltsovo، روسيا.

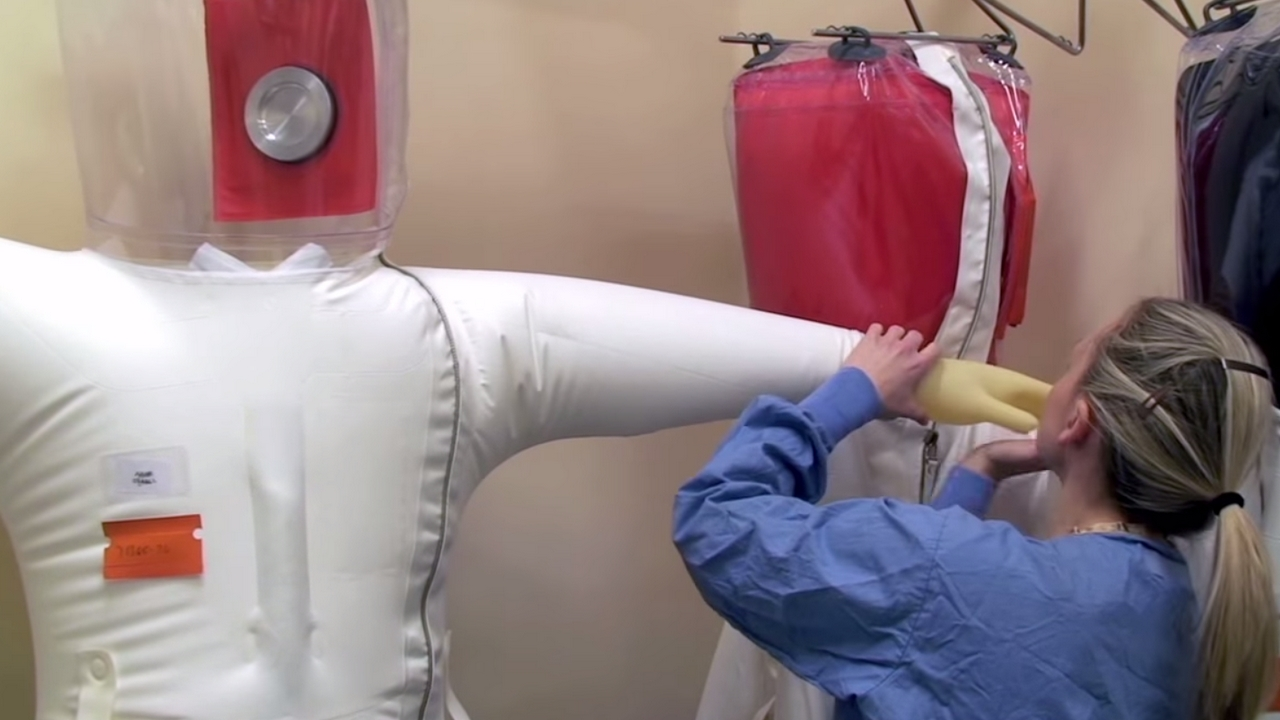
الفحص المنتظم لبدلات الضغط الإيجابي لتحديد أي تسرب
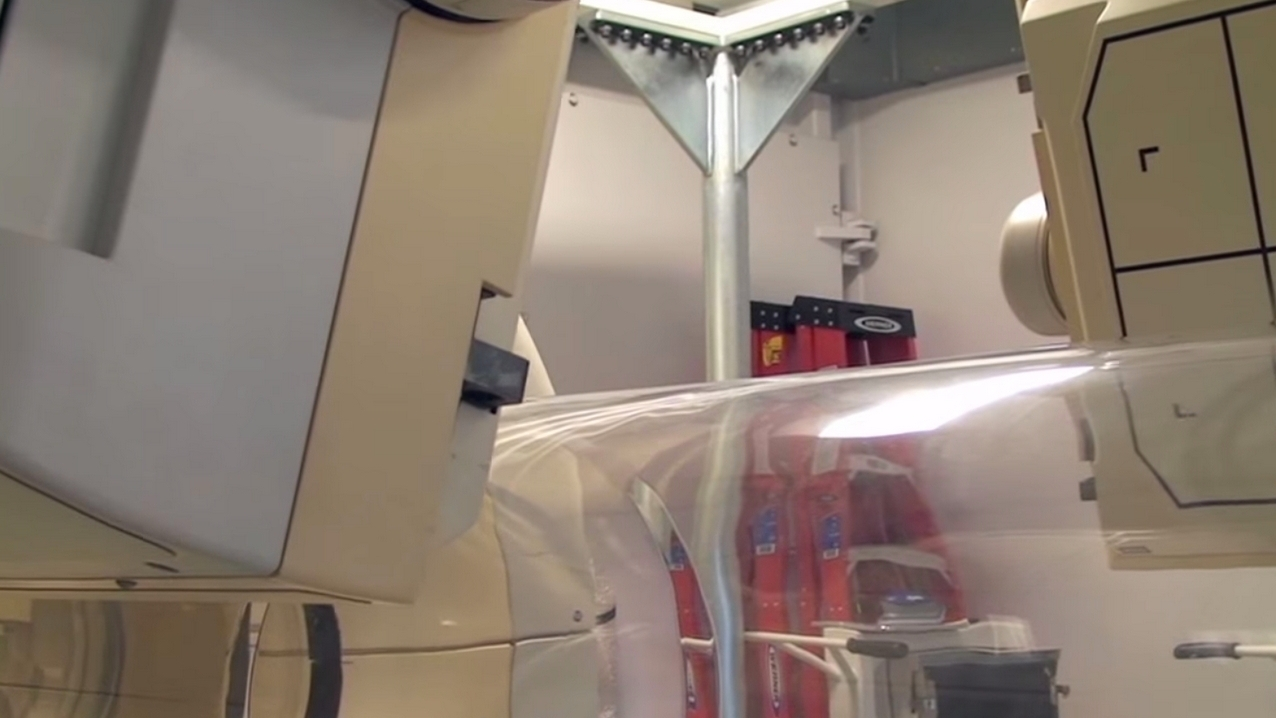
آلة تصوير طبي بأشعة غاما في مركز تصوير من المستوى الرابع للسلامية الحيوية يفصل بين الأفراد المصابين بالعوامل الممرضة عن الآلات.
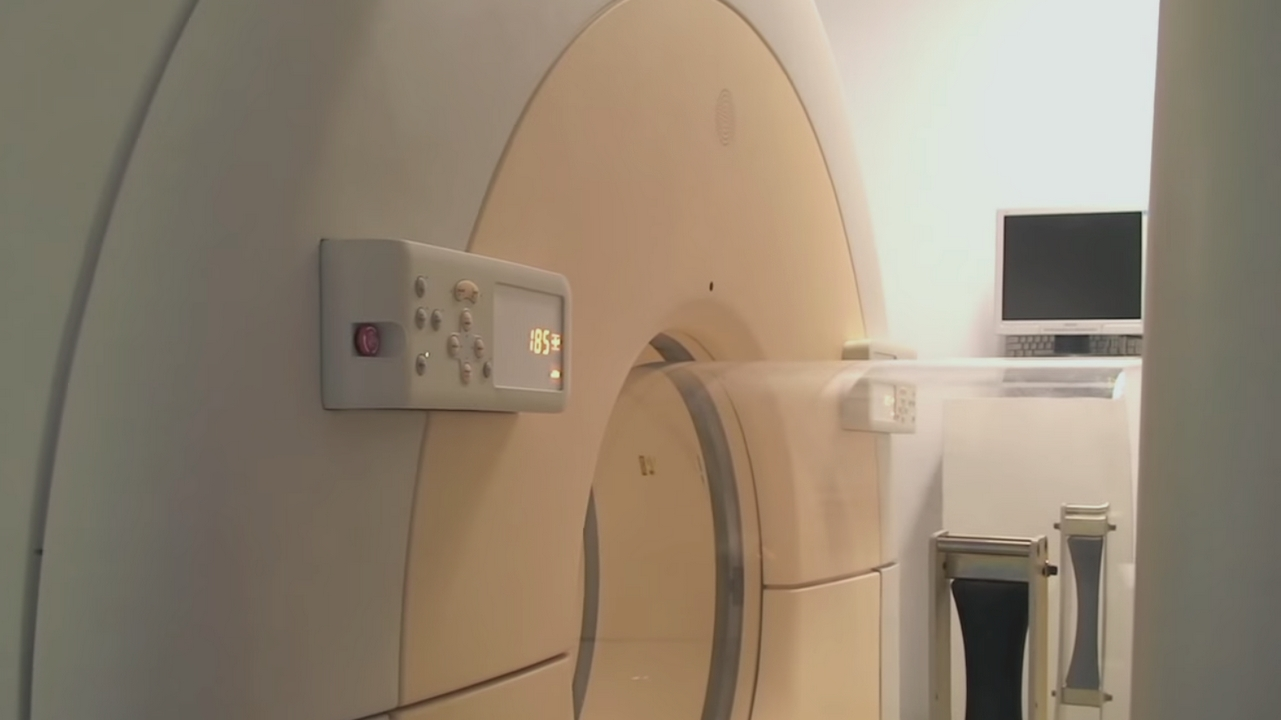
يفصل أنبوب الاحتواء الدائري طاولة المريض في المنطقة "الساخنة" (يوجد العامل الممرض) عن المنطقة "الباردة" حول جهاز التصوير بالرنين المغناطيسي هذا . تصوير بالرنين المغناطيسي machine.
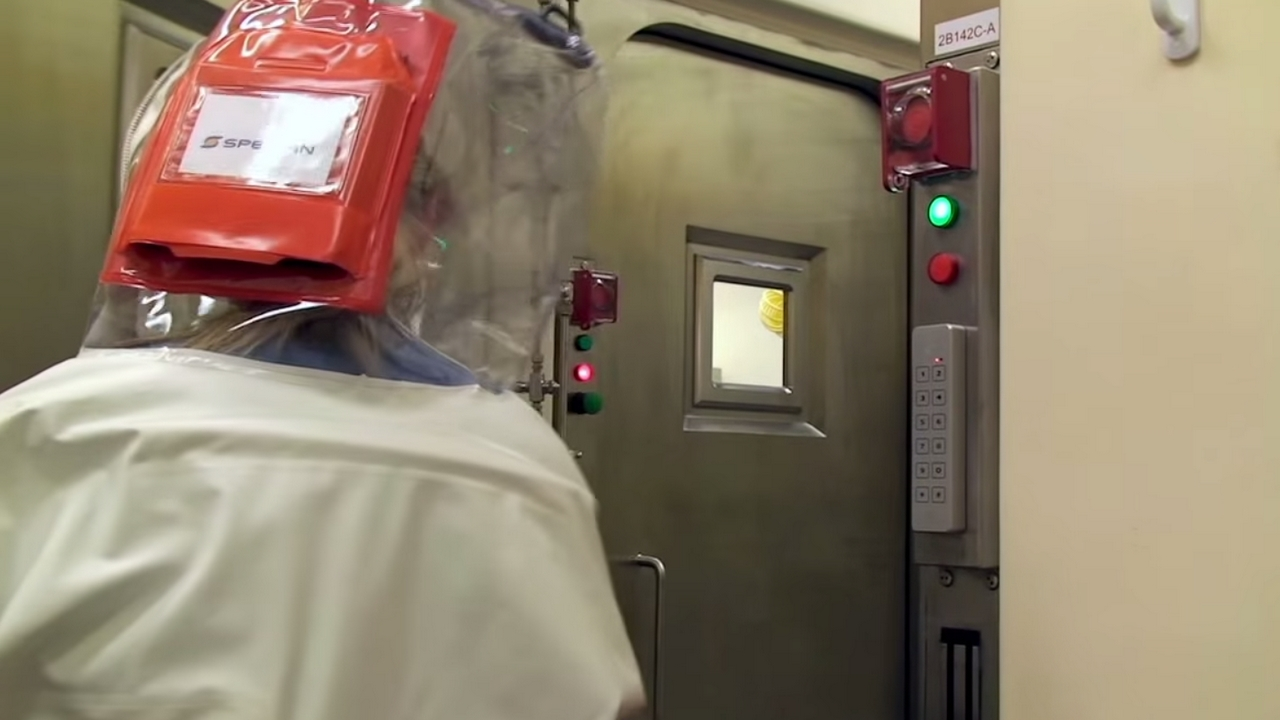
باب مقاوم لضغط الهواء (APR) لفصل المناطق الساخنة والباردة
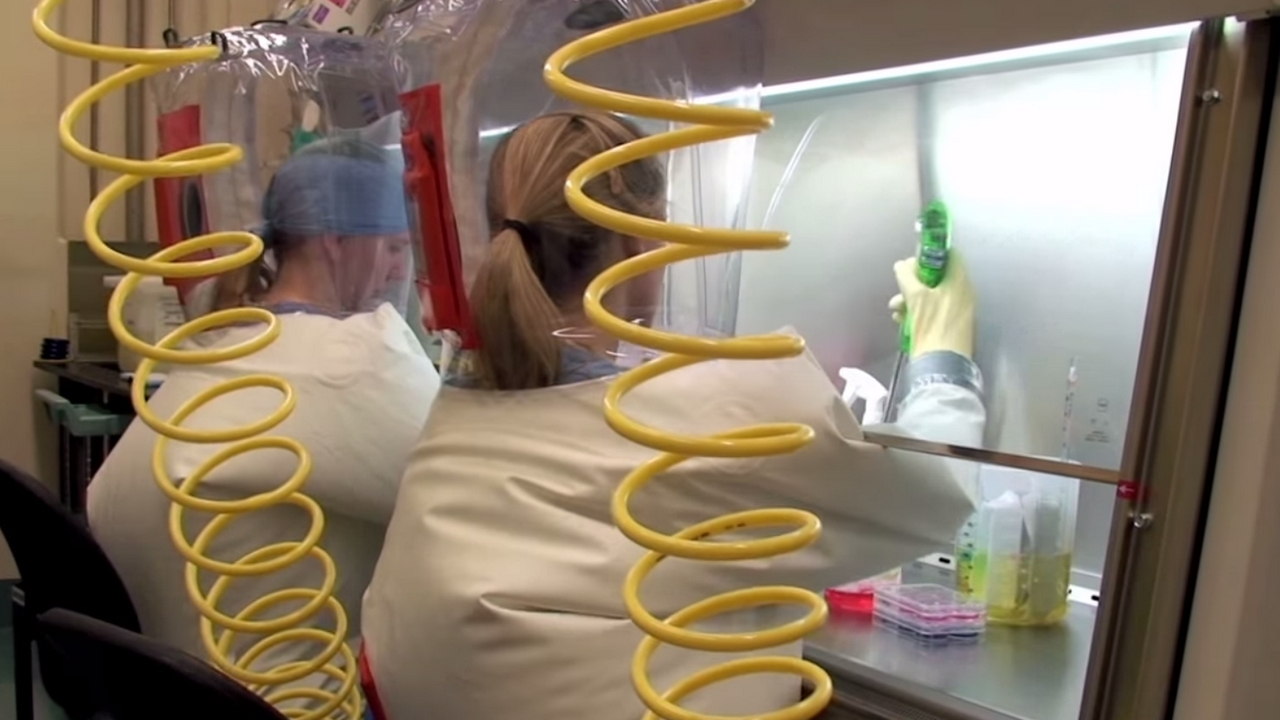
Working inside a BSL-4 lab with air hoses providing positive air pressure.
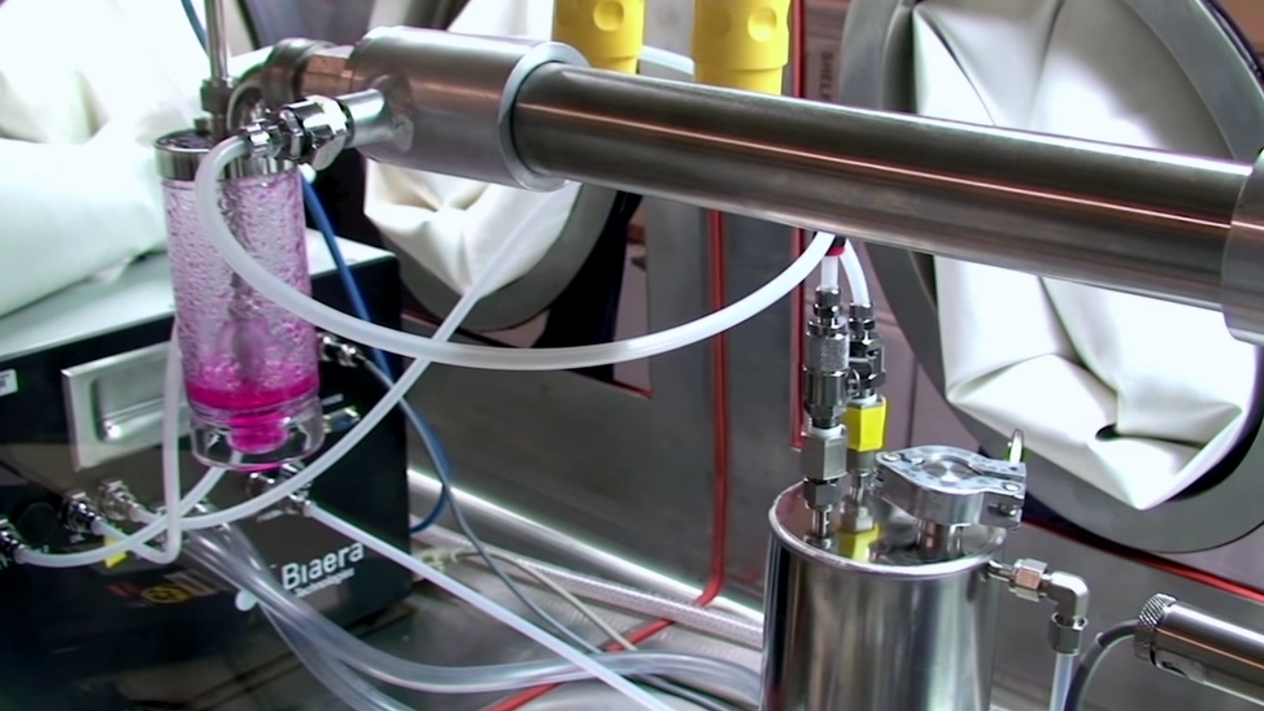
Inside a Class III biological safety cabinet with an الهباء الحيوي control platform
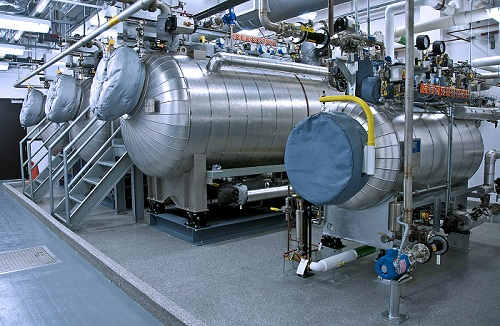
Effluent decontamination system of a BSL-4 lab of المعهد الوطني للحساسية والأمراض المعدية